# North American F-107
El North American F-107 «Ultra Sabre» fue un cazabombardero desarrollado por el fabricante estadounidense North American Aviation a partir del F-100 Super Sabre. Fue presentado como candidato de un programa de adquisición de un nuevo avión de combate de la Fuerza Aérea de los Estados Unidos (USAF), en el que resultó ser el vencedor el F-105 Thunderchief. Del F-107 se construyeron tres prototipos, que terminarían su carrera como aviones de pruebas.

## Diseño y desarrollo

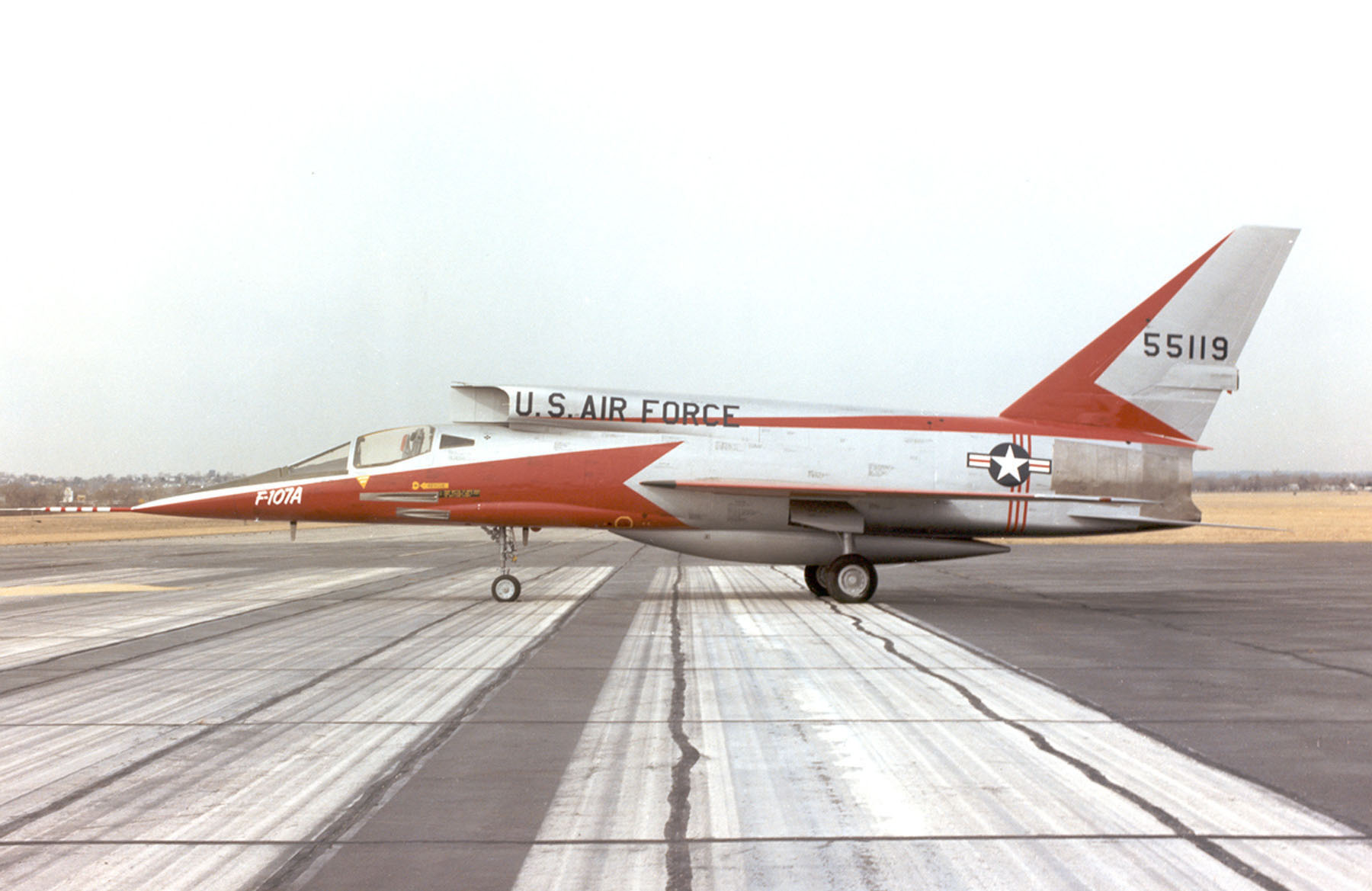
Vista lateral del North American F-107A, AF Ser. No. 55-5119, en el NMUSAF.

En junio de 1953, North American inició un estudio interno de diseños avanzados del F-100, llevando a variantes propuestas de interceptor (NAA 211: F-100BI denotando "interceptor") y de cazabombardero (NAA 212: F-100B). Concentrándose en el F-100B, los trabajos preliminares de diseño e ingeniería se centraron en una configuración de cazabombardero táctico, presentando una bodega de armas empotrada bajo el fuselaje y provisión para seis soportes bajo las alas. Se le proporcionó capacidad de reabastecimiento de un solo punto al tiempo que se le instalaba un patín de cola retráctil. Se incorporaron una aleta vertical totalmente móvil y un sistema de control de vuelo automatizado que permitía alabear al avión a velocidades supersónicas usando los deflectores. El sistema de control de vuelo fue mejorado con la adición de amortiguadores de cabeceo y guiñada.
La característica más distinguible del avión es su conducto de entrada de aire de área variable (VAID), montado dorsalmente. Mientras que el VAID era en su época un sistema único del F-107A, actualmente está considerado como una forma temprana de rampa de admisión de geometría variable, que controlaba automáticamente la cantidad de aire que alimentaba al motor. Aunque en el diseño preliminar de la toma de aire estaba localizada originalmente en una posición de barbilla bajo el fuselaje, como el Vought F-8 Crusader, fue finalmente montada en una posición poco convencional, directamente por encima y justo detrás de la cabina. El sistema VAID se probó muy eficiente y NAA usó el concepto de diseño en sus modelos A-5 Vigilante, XB-70 Valkyrie y XF-108 Rapier.
La toma de aire estaba en la poco usual localización dorsal ya que la Fuerza Aérea había solicitado el transporte de un arma nuclear semiconformada bajo el fuselaje. Algunas fuentes sostienen que la toma de aire original de barbilla causaba una onda de choque que interfería el lanzamiento de esta arma, pero realmente no se llevaron a cabo tales pruebas. Las implicaciones que esta elección de diseño tenían para la supervivencia del piloto en una eyección fueron problemáticas. La toma también limitaba severamente la visibilidad trasera. Sin embargo esto no fue considerado muy importante para un avión cazabombardero táctico, y además se asumió en esa época que el combate se produciría mediante el intercambio de misiles fuera del alcance visual.
También se planeó una versión de entrenamiento del F-107, con la designación TF-107. El fuselaje por delante de la cabina habría sido extendido, y ambas cabinas se recubrirían por una única y gran cubierta.
En agosto de 1954 se firmó un contrato por tres prototipos, junto con una orden de preproducción por seis células adicionales.

### Designación y nombres
Los grandes cambios de diseño resultaron en su redesignación de F-100B a F-107A antes de que volara el primer prototipo. Nunca se le dio un nombre oficial al F-107, pero a veces fue llamado informalmente el Super Super Sabre, refiriéndose al anterior diseño de North American, el F-100 Super Sabre. Las tripulaciones de vuelo se referían a él como el come hombres, en referencia a la posición de la toma de aire directamente encima de la cabina.
La designación F-107A fue la única asignada al avión, aunque a menudo se use "YF-107A" en las publicaciones.

## Historia operacional

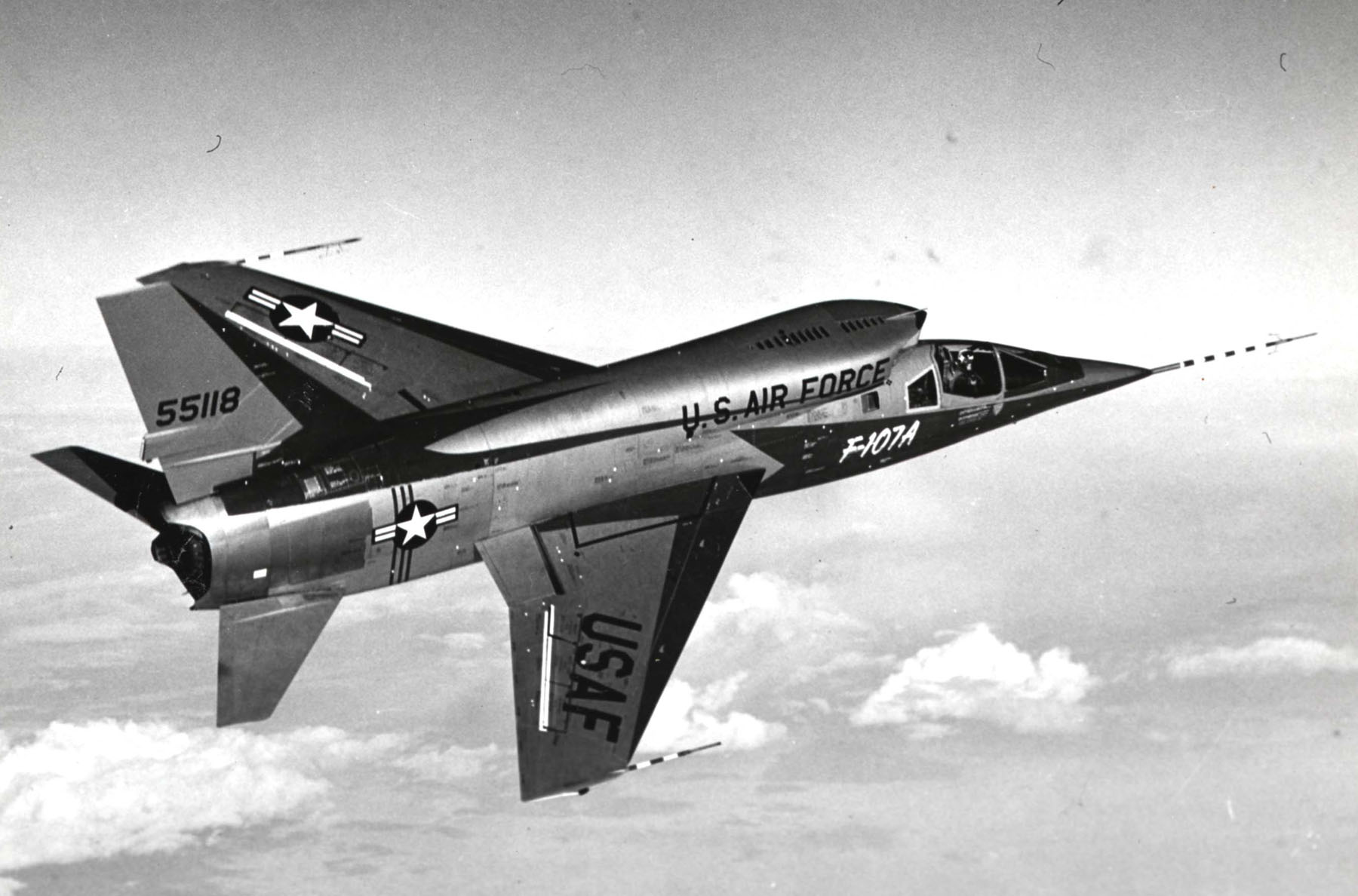
North American F-107A, AF Ser. No. 55-5118, en vuelo.

El primer F-107A (s/n 55-5118) con Bob Baker a los mandos, piloto de pruebas jefe de North American, realizó su primer vuelo el 10 de septiembre de 1956, alcanzando Mach 1,03. Aunque llevó a cabo exitosamente su vuelo, el paracaídas de frenado no se abrió, lo que resultó en un aterrizaje "caliente", rompiéndose la pata del tren de aterrizaje delantero. El avión alcanzó Mach 2 por primera vez en las pruebas el 3 de noviembre de 1956.
Se le unió el segundo F-107A (AF Ser. No. 55-5119), que realizó su primer vuelo el 28 de noviembre de 1956. Se usó para realizar pruebas de armas con bombas convencionales y atómicas. El último prototipo (AF Ser. No. 55-5120), realizó su primer vuelo el 10 de diciembre de 1956. A la finalización del exitoso programa de pruebas del F-107, el Mando Aéreo Táctico decidió organizar una competición entre el F-107 y el F-105 Thunderchief, que había sido diseñado para cubrir los mismos requerimientos y usaba el mismo motor. Aunque la competición fue reñida, el F-105 fue seleccionado como el nuevo caza táctico estándar del TAC. Los tres prototipos F-107A fueron relegados a realizar pruebas de vuelo, mientras que la orden de preproducción fue cancelada.
A finales de 1957, los prototipos N.º 1 y N.º 3 fueron alquilados al NACA para la investigación del vuelo a alta velocidad. El avión N.º 1 está actualmente en la colección del Pima Air & Space Museum. En septiembre de 1959, con Scott Crossfield a los mandos, el avión N.º 3 resultó dañado durante un despegue abortado. El avión no fue reparado y, finalmente, fue usado para entrenamiento de lucha contraincendios y acabó destruido a principios de los años 60. El 55-5120 también fue visto almacenado en pobres condiciones en la colección Tallmantz, en el Orange County Airport, California, en septiembre de 1970.
El prototipo N.º 2 nunca se usó en las pruebas, pero el 25 de noviembre fue volado al Museo Nacional de la Fuerza Aérea de Estados Unidos en la Base de la Fuerza Aérea Wright-Patterson, cerca de Dayton (Ohio). Este avión no había sido completado y no se había instalado ningún sistema de radio navegación. Para volar al museo, el comandante Clyde Good intentó seguir a un F-100 entregado el mismo día. Tras una parada de reaprovisionamiento, los dos aviones se separaron, y Good se vio forzado a seguir carreteras hasta el área de San Luis, cuando el tiempo se oscureció y se nubló. El avión no estaba equipado con luces de cabina ni de instrumentos, por lo que Good encendía periódicamente su encendedor Zippo para leer los instrumentos. Adivinando un rumbo, voló lo suficientemente cerca de Dayton como para ser visto en el radar de la Base de la Fuerza Aérea Wright-Patterson y fue guiado por radio hasta la pista. Fue entonces cuando Good descubrió que tampoco se habían instalado las luces de aterrizaje, pero fue capaz de aterrizar el avión con éxito mientras usaba el Zippo para iluminar el indicador de velocidad durante la aproximación.

## Variantes
NA-212
Designación interna de la compañía para el diseño.
F-100B
Designación inicial del F-107A.
F-107A
Designación final del prototipo cazabombardero, tres construidos.
TF-107A
Designación de una prevista versión de entrenamiento, no construida.

## Operadores
Estados Unidos
- Fuerza Aérea de los Estados Unidos
- NACA

## Especificaciones (F-107A)

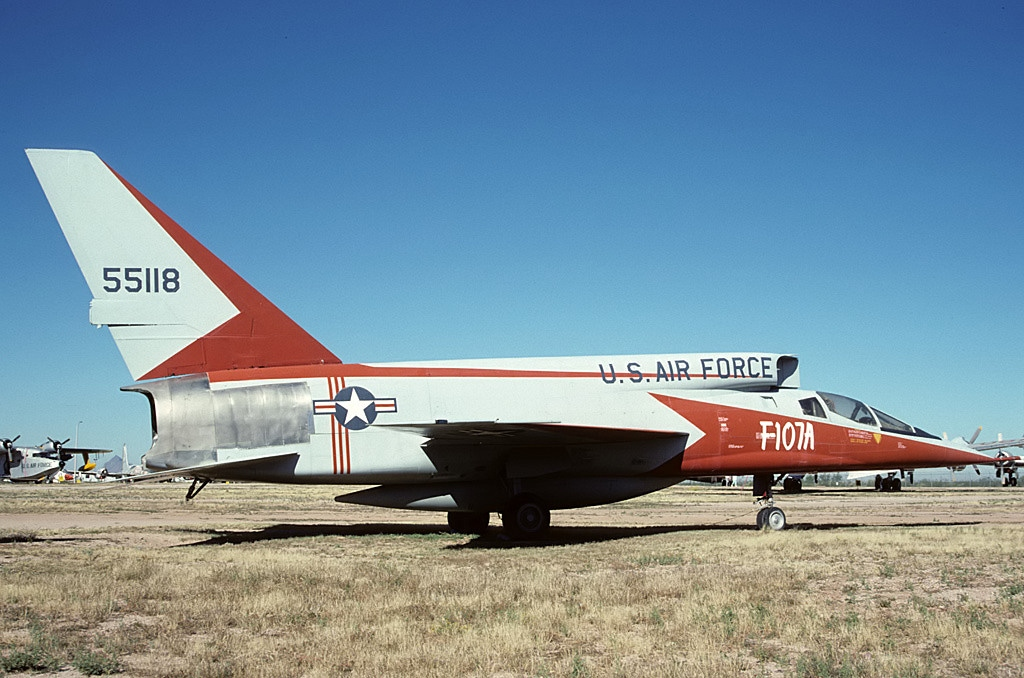
F-107A en el Pima Air & Space Museum.

Referencia datos: Simone

### Características generales
- Tripulación: Uno (piloto)
- Longitud: 18,9 m (61,8 ft)
- Envergadura: 11,2 m (36,6 ft)
- Altura: 5,9 m (19,3 ft)
- Superficie alar: 35 m² (376,7 ft²)
- Peso vacío: 10 295 kg (22 690,2 lb)
- Peso cargado: 18 033 kg (39 744,7 lb)
- Peso máximo al despegue: 18 841 kg (41 525,6 lb)
- Planta motriz: 1× turborreactor Pratt & Whitney YJ75-P-9.
  - Empuje normal: 109 kN (11 115 kgf; 24 504 lbf) de empuje.

### Rendimiento
- Velocidad máxima operativa (Vno): Mach 2+
- Radio de acción: 3885 km
- Techo de vuelo: 16 220 m (53 215 ft)
- Régimen de ascenso: 203 m/s (39 960 ft/min)
- Carga alar: 516 kg/m² (105,7 lb/ft²)

## Aeronaves relacionadas

### Desarrollos relacionados
- F-86 Sabre
- F-100 Super Sabre

### Aeronaves similares
- Avro Canada CF-105 Arrow
- Republic F-105 Thunderchief
- McDonnell Douglas F-4 Phantom II
- Sukhoi Su-7

### Secuencias de designación
- Secuencia NA-_ (interna de North American): ← NA-209 - NA-210 - NA-211 - NA-212 - NA-213 - NA-214 - NA-215 →
- Secuencia F-_ (Cazas (Fighter) del USAAC/USAAF/USAF, 1924-1962): ← F-105 - XF-106 - F-106 - F-107 - XF-108 - XF-109 - F-110 →